# Lijst van planetoïden die met België in verband staan
Hieronder volgt een lijst van "Belgische" planetoïden.  Ze bevat planetoïden die via de naam, de ontdekker(s), de plaats van ontdekking of in hun verklaring een link hebben met het koninkrijk België.
De eerste planetoïde die vanuit België is ontdekt werd (1052) Belgica genoemd. Ze werd ontdekt in 1925 door Eugène J. Delporte te Ukkel. Na een lange periode van 1965 tot 1997 waarin geen planetoïden meer vanuit België werden ontdekt, kon Thierry Pauwels op 10 september 1997 terug een planetoïde ontdekken : 10214 (1997 RT9).
| nummer en naam         | ontdekker                                                  | ontdekkingsjaar | genoemd naar | link met België (1 = naam, 2 = ontdekker(s), 3 = plaats ontdekking) |
| ---------------------- | ---------------------------------------------------------- | --------------- | --- | ------------------------------------------------------------------- |
| (116) Sirona           | C. H. F. Peters                                            | 1871            | Sirona, de Keltische moedergodin van Belgische Galliërs                                                                    | 1                                                                   |
| (220) Stephania        | J. Palisa                                                  | 1881            | Prinses Stefanie van België                                                                                                | 1                                                                   |
| (1052) Belgica         | Eugène J. Delporte                                         | 1925            | België | 1, 2 en 3                                                           |
| (1122) Neith           | E. Delporte                                                | 1928            | Egyptisch godin Neith (moeder van de Zon)                                                                                  | 2 en 3                                                              |
| (1124) Stroobantia     | E. Delporte                                                | 1928            | Paul Stroobant, voormalig directeur van de Koninklijke Sterrenwacht van België                                             | 1, 2 en 3                                                           |
| (1127) Mimi            | Sylvain J. Arend                                           | 1929            | Vrouw van E. Delporte | 1, 2 en 3                                                           |
| (1128) Astrid          | E. Delporte                                                | 1929            | Belgisch koningin, Astrid van België                                                                                       | 1, 2 en 3                                                           |
| (1145) Robelmonte      | E. Delporte                                                | 1929            | Geboorteplaats S. Arend: Robelmont                                                                                         | 1, 2 en 3                                                           |
| (1168) Brandia         | E. Delporte                                                | 1930            | Eugène Brand, professor wiskunde                                                                                           | 1, 2 en 3                                                           |
| (1170) Siva            | E. Delporte                                                | 1930            | God in het hindoeïsme | 2 en 3                                                              |
| (1199) Geldonia        | E. Delporte                                                | 1931            | Latijnse naam van Geldenaken, geboorteplaats van de ontdekker                                                              | 1, 2 en 3                                                           |
| (1217) Maximiliana     | E. Delporte                                                | 1932            | Duits astronoom Max Wolf (1863-1932)                                                                                       | 2                                                                   |
| (1221) Amor            | E. Delporte                                                | 1932            | de Griekse liefdesgod Amor                                                                                                 | 2                                                                   |
| (1222) Tina            | E. Delporte                                                | 1932            | voornaam van een vriendin van de ontdekker                                                                                 | 1, 2 en 3                                                           |
| (1223) Neckar          | F. Rigaux (onafh. mede-ontdekking)                         | 1931            | de rivier de Neckar | 2 en 3                                                              |
| (1224) Fantasia        | E. Delporte (onafh. mede-ontdekking)                       | 1927            | Latijn voor fantasie (psychologie)                                                                                         | 2 en 3                                                              |
| (1239) Queteleta       | E. Delporte (en anderen)                                   | 1932            | Adolphe Quételet | 1, 2 en 3                                                           |
| (1261) Legia           | E. Delporte                                                | 1933            | Latijnse naam van de stad Luik (stad)                                                                                      | 1, 2 en 3                                                           |
| (1274) Delportia       | E. Delporte                                                | 1932            | Eugène J. Delporte | 1, 2 en 3                                                           |
| (1276) Ucclia          | E. Delporte                                                | 1933            | de stad Ukkel | 1, 2 en 3                                                           |
| (1280) Baillauda       | E. Delporte                                                | 1933            | Jules Baillaud, sterrenkundige in Parijs                                                                                   | 2 en 3                                                              |
| (1281) Jeanne          | Sylvain Arend                                              | 1933            | Dochter van de ontdekker                                                                                                   | 1, 2 en 3                                                           |
| (1285) Julietta        | E. Delporte                                                | 1933            | Moeder van de ontdekker | 1, 2 en 3                                                           |
| (1286) Banachiewicza   | S. Arend                                                   | 1933            | Poolse sterrenkundige Tadeusz Banachiewicz                                                                                 | 2 en 3                                                              |
| (1287) Lorcia          | Sylvain Arend                                              | 1933            | De vrouw van Tadeusz Banachiewicz                                                                                          | 2 en 3                                                              |
| (1288) Santa           | E. Delporte                                                | 1933            | Bron van de naam onbekend                                                                                                  | 2                                                                   |
| (1289) Kutaïssi        | E. Delporte (onafh. mede-ontdekking)                       | 1933            | Stad in Georgië | 2 en 3                                                              |
| (1290) Albertine       | E. Delporte                                                | -               | Koning Albert I | -                                                                   |
| (1292) Luce            | -                                                          | -               | echtgenote van Fernand Rigaux                                                                                              | -                                                                   |
| (1294) Antwerpia       | E. Delporte                                                | -               | De stad Antwerpen | 1                                                                   |
| (1314) Paula           | -                                                          | -               | echtgenote van S. Arend | 1                                                                   |
| (1329) Eliane          | E. Delporte                                                | 1933            | Dochter van Paul Bourgeois (zie 1543)                                                                                      | 1, 2 en 3                                                           |
| (1335) Demoulina       | E. Delporte (onafhankelijk van Reinmuth)                   | -               | Professor Demoulin (RUG)                                                                                                   | 1, 2 en 3                                                           |
| (1348) Michel          | -                                                          | -               | oudste zoon van S. Arend                                                                                                   | -                                                                   |
| (1350) Rosselia        | E. Delporte                                                | 1934            | Marie-Thérèse Rossel, eigenares van de krant Le Soir                                                                       | 1, 2 en 3                                                           |
| (1363) Herberta        | E. Delporte                                                | 1935            | Herbert Clark Hoover, 31ste president van de VS. Hij bezocht België in 1938                                                | 2 en 3                                                              |
| (1366) Piccolo         | E. Delporte                                                | -               | pseudoniem van M. d'Arsac, gewezen hoofdredacteur van Le Soir                                                              | -                                                                   |
| (1378) Leonce          | -                                                          | -               | vader van F. Rigaux | -                                                                   |
| (1383) Limburgia       | H. van Gent                                                | 1934            | De provincie Limburg | -                                                                   |
| (1458) Mineura         | F. Rigaux                                                  | 1937            | Adolphe Mineur, wiskundige                                                                                                 | 1, 2 en 3                                                           |
| (1476) Cox             | E. Delporte                                                | -               | Jacques Cox, astronoom | 1, 2 en 3                                                           |
| (1491) Balduinus       | E. Delporte                                                | -               | koning Boudewijn I van België                                                                                              | 1, 2 en 3                                                           |
| (1502) Arenda          | K. Reinmuth                                                | 1938            | Sylvain Arend, astronoom                                                                                                   | 1                                                                   |
| (1543) Bourgeois       | E. Delporte                                                | 1941            | E.-E. Bourgeois, astronoom                                                                                                 | 1, 2 en 3                                                           |
| (1547) Nele            | P. Bourgeois                                               | -               | vrouw van Tijl Uilenspiegel                                                                                                | -                                                                   |
| (1563) Noël            | Sylvain Arend                                              | 1943            | Naam van zoon van ontdekker (Emanuel)                                                                                      | 1, 2 en 3                                                           |
| (1565) Lemaître        | Sylvain Arend                                              | 1948            | Georges Lemaître, priester en kosmoloog                                                                                    | 1, 2 en 3                                                           |
| (1576) Fabiola         | Sylvain Arend                                              | 1948            | koningin Fabiola de Mora y Aragón                                                                                          | 1, 2 en 3                                                           |
| (1592) Mathieu         | Sylvain Arend                                              | 1951            | Een van de kleinkinderen van de ontdekker                                                                                  | 1, 2 en 3                                                           |
| (1593) Fagnes          | Sylvain Arend                                              | 1951            | De Hoge Venen, een natuurgebied in België                                                                                  | 1, 2 en 3                                                           |
| (1633) Chimay          | Sylvain Arend                                              | -               | De stad Chimay (Henegouwen)                                                                                                | 1                                                                   |
| (1637) Swings          | Joseph Hunaerts                                            | -               | Pol Swings, astrofysicus                                                                                                   | 1                                                                   |
| (1640) Nemo            | Sylvain Arend                                              | -               | kapitein Nemo uit de verhalen van Jules Verne                                                                              | -                                                                   |
| (1652) Hergé           | Sylvain Arend                                              | -               | Hergé, striptekenaar | 1                                                                   |
| (1664) Felix           | E. Delporte                                                | -               | Felix Timmermans, schrijver                                                                                                | 1                                                                   |
| (1670) Minnaert        | Hendrik van Gent                                           | -               | Marcel Minnaert, Belgisch astronoom                                                                                        | 1                                                                   |
| (1672) Gezelle         | E. Delporte                                                | -               | Guido Gezelle, priester en dichter                                                                                         | 1                                                                   |
| (1683) Castafiore      | Sylvain Arend                                              | -               | Bianca Castafiore, stripfiguur                                                                                             | 1                                                                   |
| (1698) Christophe      | -                                                          | -               | familielid van G. Roland                                                                                                   | -                                                                   |
| (1707) Chantal         | -                                                          | -               | nicht van G. Roland | -                                                                   |
| (1711) Sandrine        | -                                                          | -               | familielid van G. Roland                                                                                                   | -                                                                   |
| (1717) Arlon           | Sylvain Arend                                              | -               | De stad Aarlen | 1                                                                   |
| (1722) Goffin          | E. Delporte                                                | -               | Edwin Goffin, amateurastronoom                                                                                             | 1                                                                   |
| (1781) Van Biesbroeck  | -                                                          | -               | Georges Van Biesbroeck (1880 - 1974)                                                                                       | 1                                                                   |
| (1787) Chiny           | -                                                          | -               | Stadje Chiny aan de Semois                                                                                                 | -                                                                   |
| (1848) Delvaux         | E. Delporte                                                | -               | Paul Delvaux, schilder | -                                                                   |
| (1878) Hughes          | -                                                          | -               | familielid van E. Delporte                                                                                                 | -                                                                   |
| (1887) Virton          | Sylvain Arend                                              | -               | De stad Virton | -                                                                   |
| (1916) Boreas          | -                                                          | -               | De Griekse god van de noordenwind Boreas                                                                                   | -                                                                   |
| (1926) Demiddelaer     | -                                                          | -               | familielid van E. Delporte                                                                                                 | -                                                                   |
| (1969) Alain           | -                                                          | -               | Alain Vanhest, familielid van S. Arend                                                                                     | -                                                                   |
| (2106) Hugo            | -                                                          | -               | Franse dichter en schrijver Victor Hugo                                                                                    | -                                                                   |
| (2109) Dhotel          | -                                                          | -               | André Dhôtel, schrijver | -                                                                   |
| (2213) Meeus           | E. Delporte                                                | 1935            | Jean Meeus, amateurastronoom                                                                                               | 1                                                                   |
| (2265) Verbaandert     | -                                                          | -               | Jean Verbaandert (1901 - 1974), astronoom                                                                                  | -                                                                   |
| (2276) Warck           | -                                                          | -               | familielid van E. Delporte                                                                                                 | -                                                                   |
| (2277) Moreau          | -                                                          | -               | Fernand Moreau (1888 - 1979), astronoom                                                                                    | -                                                                   |
| (2359) Debehogne       | Karl Reinmuth                                              | -               | Henri Debehogne, astronoom                                                                                                 | -                                                                   |
| (2455) Somville        | Sylvain Arend                                              | -               | Oscar Somville, seismoloog                                                                                                 | -                                                                   |
| (2513) Baetslé         | -                                                          | -               | Paul-Louis Baetslé (1909 - 1983), astronoom                                                                                | -                                                                   |
| (2534) Houzeau         | E. Delporte                                                | -               | Jean-Charles Houzeau, astronoom                                                                                            | -                                                                   |
| (2538) Vanderlinden    | Sylvain Arend                                              | -               | Henri Vanderlinden, astronoom                                                                                              | -                                                                   |
| (2545) Verbiest        | -                                                          | -               | Pater Ferdinand Verbiest, missionaris en astronoom                                                                         | -                                                                   |
| (2642) Vésale          | Sylvain Arend                                              | -               | Andreas Vesalius, anatoom                                                                                                  | -                                                                   |
| (2666) Gramme          | -                                                          | -               | Zénobe Gramme, uitvinder                                                                                                   | -                                                                   |
| (2689) Bruxelles       | Sylvain Arend                                              | -               | De stad Brussel | -                                                                   |
| (2713) Luxembourg      | -                                                          | -               | het Groothertogdom Luxemburg                                                                                               | 2                                                                   |
| (2765) Dinant          | Debehogne & DeSanctis                                      | -               | De stad Dinant | -                                                                   |
| (2788) Andenne         | H. Debehogne en G. DeSanctis                               | 1871            | Belgische stad | 1 en 2                                                              |
| (2795) Lepage          | Debehogne & Netto                                          | -               | Théophile Lepage, wiskundige                                                                                               |                                                                     |
| (2816) Pien            | Edward Bowell                                              | 1982            | De voormalige weerman Armand Pien                                                                                          | 1                                                                   |
| (2819) Ensor           | E. Delporte                                                | 1933            | baron James Ensor, schilder                                                                                                | 1, 2 en 3                                                           |
| (2913) Horta           | E. Delporte                                                | 1931            | baronVictor Horta, architect                                                                                               | 1, 2 en 3                                                           |
| (2944) Peyo            | Karl Reinmuth                                              | 1935            | striptekenaar Pierre Culliford                                                                                             | 1                                                                   |
| (2973) Paola           | Sylvain Arend                                              | -               | koningin Paola Ruffo di Calabria                                                                                           | -                                                                   |
| (3016) Meuse           | Debehogne & DeSanctis                                      | -               | De Maas, een van de drie Belgische stromen                                                                                 | -                                                                   |
| (3020) Naudts          | K. Reinmuth                                                | 1949            | Ignace Naudts, amateurastronoom                                                                                            | 1                                                                   |
| (3064) Zimmer          | E. Bowell                                                  | 1984            | Louis Zimmer, bouwer van astronomische uurwerken                                                                           | 1                                                                   |
| (3121) Tamines         | Debehogne & DeSanctis                                      | -               | Het dorp Tamines, waar in 1914 honderden burgers door het Duitse leger werden vermoord                                     | -                                                                   |
| (3138) Ciney           | Henri Debehogne                                            | 1980            | Het stadje Ciney | -                                                                   |
| (3198) Wallonia        | F. Dossin                                                  | 1981            | Wallonië | 1 en 2                                                              |
| (3228) Pire            | Sylvain Arend                                              | 1935            | Dominique Pire, filantroop en Nobelprijswinnaar                                                                            | -                                                                   |
| (3235) Melchior        | Debehogne & DeSanctis                                      | 1981            | Paul Melchior, geofysicus                                                                                                  | -                                                                   |
| (3274) Maillen         | Henri Debehogne                                            | 1981            | Dorp nabij Namen, geboorteplaats van de ontdekker                                                                          | -                                                                   |
| (3280) Grétry          | F. Rigaux                                                  | 1933            | André Ernest Modeste Grétry, toondichter                                                                                   | -                                                                   |
| (3365) Recogne         | Henri Debehogne                                            | 1985            | Plaats in de Ardennen | -                                                                   |
| (3374) Namur           | Henri Debehogne                                            | 1980            | de stad Namen | -                                                                   |
| (3435) Boury           | F. Dossin                                                  | 1981            | Arsène Boury, astrofysicus                                                                                                 | 1 en 2                                                              |
| (3450) Dommanget       | H. Debehogne                                               | 1983            | Jean Dommanget, sterrenkundige                                                                                             | 1 en 2                                                              |
| (3458) Boduognat       | H. Debehogne                                               | 1985            | Boduognat, koning der Nerviërs                                                                                             | 1 en 2                                                              |
| (3465) Trevires        | H. Debehogne                                               | 1984            | Belgische stam de Trevieren                                                                                                | 1 en 2                                                              |
| (3519) Ambiorix        | Henri Debehogne                                            | 1984            | Ambiorix, koning der Eburonen                                                                                              | 1 en 2                                                              |
| (3534) Sax             | Eugène Delporte                                            | 1936            | Adolphe Sax, uitvinder van de saxofoon                                                                                     | -                                                                   |
| (3605) Davy            | E. Delporte                                                | 1932            | Zoon van een beheerder van de Koninklijke sterrenwacht                                                                     | 1, 2 en 3                                                           |
| (3631) Sigyn           | Eric Elst                                                  | 1987            | dochter van de ontdekker                                                                                                   | -                                                                   |
| (3646) Aduatiques      | H. Debehogne                                               | 1985            | Oude Belgische stam der Atuatuci                                                                                           | 1 en 2                                                              |
| (3679) Condruses       | -                                                          | 1984            | Oude Belgische stam der Condrusi, naar wie landstreek de Condroz                                                           | is genoemd-                                                         |
| (3755) Lecointe        | S. Arend                                                   | 1950            | Georges Lecointe, sterrenkundige en poolreiziger                                                                           | 1, 2 en 3                                                           |
| (3788) Steyaert        | -                                                          | 1986            | Christian Steyaert, voormalig voorzitter van de Vereniging Voor Sterrenkunde                                               | -                                                                   |
| (3821) Sonet           | H. Debehogne                                               | 1985            | Jean Sonet, jezuïet | 1 en 2                                                              |
| (3877) Braes           | C. J. van Houten en I. van Houten-Groeneveld               | 1960            | Luc L. Braes, sterrenkundige                                                                                               | 1                                                                   |
| (3918) Brel            | Elst & G. Sause                                            | 1988            | Jacques Brel, zanger | 1 en 2                                                              |
| (3919) Maryanning      | H. Debehogne                                               | 1984            | Mary Anning, Engelse fossielenverzamelaarster                                                                              | 2                                                                   |
| (3936) Elst            | C. J. van Houten en I. van Houten-Groeneveld               | 1977            | Eric Elst, sterrenkundige                                                                                                  | 1                                                                   |
| (4016) Sambre          | Debehogne & Netto                                          | 1979            | De rivier Samber | -                                                                   |
| (4120) Denoyelle       | H. Debehogne                                               | 1985            | Jozef Denoyelle, Belgisch sterrenkundige                                                                                   | 1 en 2                                                              |
| (4172) Rochefort       | H. Debehogne                                               | 1982            | Belgische stad | 1 en 2                                                              |
| (4191) Assesse         | H. Debehogne                                               | 1980            | Belgische stad | 1 en 2                                                              |
| (4226) Damiaan         | E. Elst                                                    | 1989            | Jozef De Veuster, missionaris en beschermheilige van de melaatsen                                                          | 1 en 2                                                              |
| (4440) Tchantches      | F. Dossin                                                  | 1984            | Waals folklorepersonage Tchantchès                                                                                         | 1 en 2                                                              |
| (4457) van Gogh        | Eric W. Elst                                               | 1989            | Vincent van Gogh, schilder                                                                                                 | 2                                                                   |
| (4546) Franck          | E. Elst                                                    | 1990            | César Franck, toondichter                                                                                                  | -                                                                   |
| (4571) Grumiaux        | H. Debehogne                                               | 1985            | Arthur Grumiaux, violist                                                                                                   | -                                                                   |
| (4635) Rimbaud         | Eric W. Elst                                               | 1989            | Arthur Rimbaud, Frans dichter                                                                                              | 2                                                                   |
| (4782) Gembloux        | Debehogne & Houziaux                                       | 1980            | Stad in de provincie Namen (Gembloers)                                                                                     | -                                                                   |
| (4798) Mercator        | E. Elst                                                    | 1989            | Gerardus Mercator, cartograaf                                                                                              | 1 en 2                                                              |
| (4911) Rosenzweig      | Goethe Link Observatory                                    | 1953            | De Rozenzweigs gebruikten Belgisch hout voor het maken van baseball-knuppels                                               | x                                                                   |
| (5002) Marnix          | Eric W. Elst                                               | 1987            | Filips van Marnix van Sint-Aldegonde, schrijver en politicus                                                               | 1 en 2                                                              |
| (5115) Frimout         | E. Elst                                                    | 1988            | Dirk Frimout, astronaut | 1 en 2                                                              |
| (5232) Jordaens        | E. Elst                                                    | 1988            | Jacob Jordaens, schilder                                                                                                   | -                                                                   |
| (5365) Fievez          | H. Debehogne en G. DeSanctis                               | 1981            | Charles Fievez, Belgisch astrofysicus                                                                                      | 1 en 2                                                              |
| (5522) De Rop          | E. Elst                                                    | 1991            | Willy De Rop, astronoom | -                                                                   |
| (6309) Elsschot        | E. Elst                                                    | -               | Willem Elsschot, schrijver                                                                                                 | -                                                                   |
| (6710) Apostel         | E. Elst                                                    | -               | Leo Apostel, filosoof | -                                                                   |
| (6829) Charmawidor     | Eric W. Elst                                               | 1991            | Charles-Marie Widor (1845-1937), Frans componist                                                                           | 2                                                                   |
| (6950) Simonek         | François Dossin                                            | 1982            | Simone Ek, vrouw van de ontdekker                                                                                          | 1 en 2                                                              |
| (7020) Yourcenar       | E. Elst                                                    | -               | Margueritte Yourcenar, Frans-Amerikaanse schrijfster                                                                       | -                                                                   |
| (7043) Godart          | E. Delporte                                                | 1934            | Odon Godart (1913-1996), Belgisch sterrenkundige                                                                           | 1, 2 en 3                                                           |
| (7330) Annelemaître    | E. Bowell                                                  | 1934            | Anne Lemaître (1957 - ), Belgisch wiskundige                                                                               | 1                                                                   |
| (7343) Ockeghem        | E. Elst                                                    | -               | Johannes Ockeghem, toondichter                                                                                             | -                                                                   |
| (7537) Solvay          | E. Elst                                                    | -               | Ernest Solvay, industrieel en filantropp                                                                                   | -                                                                   |
| (7647) Etrépigny       | Eric W. Elst                                               | 1989            | Frans stadje, nabij Belgische grens                                                                                        | 2                                                                   |
| (7805) Moons           | C. J. van Houten en I. van Houten-Groeneveld               | 1960            | Michèle Moons (1951-1998), sterrenkundige, hemelmechanica, werkt in Namen                                                  | 1                                                                   |
| (7933) Magritte        | E. Elst                                                    | -               | René Magritte, schilder | -                                                                   |
| (8289) An-Eefje        | H. Debehogne                                               | -               | An Marchal en Eefje Lambrecks, vermoorde kinderen                                                                          | -                                                                   |
| (8298) Loubna          | Debehogne & Elst                                           | -               | Loubna Benaïssa, vermoord meisje                                                                                           | -                                                                   |
| (8308) Julie-Melissa   | E. Elst                                                    | -               | Julie Lejeune en Mélissa Russo, vermoorde kinderen                                                                         | -                                                                   |
| (8370) Vanlindt        | Eric W. Elst                                               | 1991            | Marianne Van Lindt (1941- ), schilder                                                                                      | 1 en 2                                                              |
| (8446) Tazieff         | N. S. Chernykh                                             | 1973            | In Polen geboren Belgisch geoloog, Garun Tazieff (1914-1998)                                                               | 1                                                                   |
| (8643) Quercus         | Eric W. Elst                                               | 1988            | De eik, een boomsoort | 2                                                                   |
| (8644) Betulapendula   | Eric W. Elst                                               | 1988            | Een boom- of struiksoort                                                                                                   | 2                                                                   |
| (8647) Populus         | Eric W. Elst                                               | 1989            | Een boom- of struiksoort                                                                                                   | 2                                                                   |
| (8648) Salix           | Eric W. Elst                                               | 1989            | Een boom- of struiksoort                                                                                                   | 2                                                                   |
| (8649) Juglans         | Eric W. Elst                                               | 1989            | Een boom- of struiksoort                                                                                                   | 2                                                                   |
| (8652) Acacia          | Eric W. Elst                                               | 1990            | Een boom- of struiksoort                                                                                                   | 2                                                                   |
| (8656) Cupressus       | Eric W. Elst                                               | 1990            | Een boom- of struiksoort                                                                                                   | 2                                                                   |
| (8657) Cedrus          | Eric W. Elst                                               | 1990            | Een boom- of struiksoort                                                                                                   | 2                                                                   |
| (8665) Daun-Eifel      | Eric W. Elst                                               | 1991            | Duitse stad | 2                                                                   |
| (8700) Gevaert         | -                                                          | -               | Lieven Gevaert | -                                                                   |
| (8833) Acer            | Eric W. Elst                                               | 1989            | Een boom- of struiksoort                                                                                                   | 2                                                                   |
| (8834) Anacardium      | Eric W. Elst                                               | 1989            | Een boom- of struiksoort                                                                                                   | 2                                                                   |
| (8835) Annona          | Eric W. Elst                                               | 1989            | Een boom- of struiksoort                                                                                                   | 2                                                                   |
| (8836) Aquifolium      | Eric W. Elst                                               | 1989            | Een boom- of struiksoort                                                                                                   | 2                                                                   |
| (8850) Bignonia        | Eric W. Elst                                               | 1990            | Een boom- of struiksoort                                                                                                   | 2                                                                   |
| (8852) Buxus           | Eric W. Elst                                               | 1991            | Een boom- of struiksoort                                                                                                   | 2                                                                   |
| (8856) Celastrus       | Eric W. Elst                                               | 1991            | Een boom- of struiksoort                                                                                                   | 2                                                                   |
| (8857) Cercidiphyllum  | Eric W. Elst                                               | 1991            | Een boom- of struiksoort                                                                                                   | 2                                                                   |
| (8858) Cornus          | Eric W. Elst                                               | 1991            | Een boom- of struiksoort                                                                                                   | 2                                                                   |
| (8872) Ebenum          | Eric W. Elst                                               | 1992            | Een boom- of struiksoort                                                                                                   | 2                                                                   |
| (8886) Elaeagnus       | Eric W. Elst                                               | 1994            | Een boom- of struiksoort                                                                                                   | 2                                                                   |
| (9019) Eucommia        | Eric W. Elst                                               | 1987            | Een boom- of struiksoort                                                                                                   | 2                                                                   |
| (9020) Eucryphia       | Eric W. Elst                                               | 1987            | Een boom- of struiksoort                                                                                                   | 2                                                                   |
| (9021) Fagus           | Eric W. Elst                                               | 1988            | Een boom- of struiksoort                                                                                                   | 2                                                                   |
| (9040) Flacourtia      | Eric W. Elst                                               | 1991            | Een boom- of struiksoort                                                                                                   | 2                                                                   |
| (9053) Hamamelis       | Eric W. Elst                                               | 1991            | Een boom- of struiksoort                                                                                                   | 2                                                                   |
| (9054) Hippocastanum   | Eric W. Elst                                               | 1991            | Een boom- of struiksoort                                                                                                   | 2                                                                   |
| (9203) Myrtus          | Eric W. Elst                                               | 1993            | Een boom- of struiksoort                                                                                                   | 2                                                                   |
| (9205) Eddywally       | Eric W. Elst                                               | 1994            | Vlaams zanger Eddy Wally                                                                                                   | 1 en 2                                                              |
| (9242) Olea            | Eric W. Elst                                               | 1998            | Een boom- of struiksoort                                                                                                   | 2                                                                   |
| (9306) Pittosporum     | Eric W. Elst                                               | 1987            | Een boom- of struiksoort                                                                                                   | 2                                                                   |
| (9309) Platanus        | Eric W. Elst                                               | 1987            | Een boom- of struiksoort                                                                                                   | 2                                                                   |
| (9313) Protea          | Eric W. Elst                                               | 1988            | Een boom- of struiksoort                                                                                                   | 2                                                                   |
| (9316) Rhamnus         | Eric W. Elst                                               | 1988            | Een boom- of struiksoort                                                                                                   | 2                                                                   |
| (9326) Ruta            | Eric W. Elst                                               | 1989            | Een boom- of struiksoort                                                                                                   | 2                                                                   |
| (9471) Ostend          | Eric W. Elst                                               | 1998            | Stad Oostende | 1 en 2                                                              |
| (9472) Bruges          | Eric W. Elst                                               | 1998            | Stad Brugge | 1 en 2                                                              |
| (9473) Ghent           | Eric W. Elst                                               | 1998            | De stad Gent | 1 en 2                                                              |
| (9562) Memling         | -                                                          | -               | Hans Memling, kunstschilder                                                                                                | -                                                                   |
| (9569) Quintenmatsijs  | -                                                          | -               | Quinten Matsijs, kunstschilder                                                                                             | -                                                                   |
| (9615) Hemerijckx      | Eric W. Elst                                               | 1993            | Frans Hemerijckx, Vlaams arts die lepra bestreed                                                                           | 1                                                                   |
| (9633) Cotur           | Eric W. Elst                                               | 1993            | Peter Cotur, wetenschapsjournalist bij Het Laatste Nieuws                                                                  | 1 en 2                                                              |
| (9639) Scherer         | Eric W. Elst                                               | 1994            | Marc Scherer (1944- ), wetenschapper aan het BIRA                                                                          | 1 en 2                                                              |
| (9640) Lippens         | Eric W. Elst                                               | 1994            | Carlos Lippens (1945- ), wetenschapper aan het BIRA                                                                        | 1 en 2                                                              |
| (9641) Demazière       | Eric W. Elst                                               | 1994            | Martine De Mazière (1960- ), wetenschapster aan het BIRA                                                                   | 1 en 2                                                              |
| (9663) Zwin            | Eric W. Elst                                               | 1996            | Natuurgebied Het Zwin | 1 en 2                                                              |
| (9684) Olieslagers     | C. J. van Houten en I. van Houten-Groeneveld en T. Gehrels | 1960            | Belgisch piloot tijdens WO I                                                                                               | 1                                                                   |
| (9748) van Ostaijen    | Eric W. Elst                                               | 1989            | Paul van Ostaijen (1896-1928), dichter                                                                                     | 1 en 2                                                              |
| (9749) Van den Eijnde  | E. Elst                                                    | -               | Peter Van den Eijnde, amateursterrenkundige                                                                                | -                                                                   |
| (9859) Van Lierde      | Eric W. Elst                                               | 1991            | Edmond Van Lierde (1888-1964), Hoogleraar wiskunde                                                                         | 1 en 2                                                              |
| (10079) Meunier        | Eric W. Elst                                               | 1989            | Constant Meunier (1831-1905), beeldhouwer en schilder                                                                      | 1 en 2                                                              |
| (10151) Rubens         | -                                                          | -               | Peter Paul Rubens | -                                                                   |
| (10753) van de Velde   | F. Börngen                                                 | 1989            | Henry van de Velde, architect en schilder                                                                                  | 1 en 2                                                              |
| (10785) Dejaiffe       | Eric W. Elst                                               | 1991            | René Dejaiffe (1940- ), sterrenkundige                                                                                     | 1 en 2                                                              |
| (10934) Pauldelvaux    | Eric W. Elst                                               | 1998            | Paul Delvaux (1897-1994), Belgisch surrealistisch schilder                                                                 | 1 en 2                                                              |
| (11073) Cavell         | Eric W. Elst                                               | 1998            | Edith Cavell (1865-1915), Brits verpleegster, werkte in België                                                             | 1                                                                   |
| (11085) Isala          | Eric W. Elst                                               | 1993            | Isala Van diest studeerde in Zwitserland omdat ze als vrouw aan de Katholieke universiteit van Leuven niet werd toegelaten | 1 en 2                                                              |
| (11090) Popelin        | Eric W. Elst                                               | 1994            | Marie Popelin, strijdster voor vrouwenrechten                                                                              | 1 en 2                                                              |
| (11498) Julgeerts      | Eric W. Elst                                               | 1989            | Julien Geerts (1909- ), vriend van de ouders van de ontdekker                                                              | 1 en 2                                                              |
| (11574) d’Alviella     | Eric W. Elst                                               | 1994            | Eugène Goblet d’Alviella (1846-1925), historicus en politicus                                                              | 1 en 2                                                              |
| (11581) Philipdejager  | Eric W. Elst                                               | 1994            | Philip de Jager (1969- ), Belgisch percussionist                                                                           | 1 en 2                                                              |
| (11870) Sverige        | Eric W. Elst                                               | 1989            | Het land Zweden | 2                                                                   |
| (11871) Norge          | Eric W. Elst                                               | 1989            | Het land Noorwegen | 2                                                                   |
| (11874) Gringauz       | Eric W. Elst                                               | 1989            | Konstantin Gringauz (1918-1993), ionosfeeronderzoeker                                                                      | 2                                                                   |
| (11876) Doncarpenter   | Eric W. Elst                                               | 1990            | Don Carpenter (1938- ), ionosfeeronderzoeker                                                                               | 2                                                                   |
| (11881) Mirstation     | Eric W. Elst                                               | 1990            | Het Russische ruimtestation Mir (1986 - 2001)                                                                              | 2                                                                   |
| (11895) Dehant         | Eric W. Elst                                               | 1991            | Véronique Dehant (1959- ), onderzoekt onder andere aardrotatie                                                             | 1 en 2                                                              |
| (11896) Camelbeeck     | Eric W. Elst                                               | 1991            | Thierry Camelbeeck (1956- ), Belgisch seismoloog                                                                           | 1 en 2                                                              |
| (11897) Lemaire        | Eric W. Elst                                               | 1991            | Joseph F. Lemaire, wetenschapper aan het BIRA                                                                              | 1 en 2                                                              |
| (11900) Spinoy         | Eric W. Elst                                               | 1991            | Constant Pinoy, Belgisch kunstenaar en graveur                                                                             | 1 en 2                                                              |
| (11947) Kimclijsters   | Eric W. Elst                                               | 1993            | Kim Clijsters, tennisster                                                                                                  | 1 en 2                                                              |
| (11948) Justinehenin   | Eric W. Elst                                               | 1993            | Justine Henin, tennisster                                                                                                  | 1 en 2                                                              |
| (11966) Plateau        | Eric W. Elst                                               | 1994            | Joseph Plateau, Belgisch fysicus                                                                                           | 1 en 2                                                              |
| (12354) Hemmerechts    | Eric W. Elst                                               | 1993            | Kristien Hemmerechts, schrijfster                                                                                          | 1 en 2                                                              |
| (12481) Streuvels      | -                                                          | -               | Stijn Streuvels | -                                                                   |
| (12524) Conscience     | -                                                          | -               | Hendrik Conscience | -                                                                   |
| (12688) Baekelandt     | -                                                          | -               | Leo Baekeland, uitvinder van bakeliet                                                                                      | -                                                                   |
| (12697) Verhaeren      | Eric W. Elst                                               | 1989            | Emile Verhaeren, Belgisch dichter                                                                                          | 1 en 2                                                              |
| (12761) Pauwels        | E. Elst                                                    | 1993            | Thierry Pauwels, astronoom                                                                                                 | 1 en 2                                                              |
| (13027) Geeraerts      | Eric W. Elst                                               | 1989            | Jef Geeraerts, auteur | 1 en 2                                                              |
| (13352) Gyssens        | Eric W. Elst                                               | 1998            | Marc Gyssens, professor aan de Universiteit Hasselt                                                                        | 1                                                                   |
| (14309) Defoy          | J. Palisa                                                  | 1908            | De familie Defoy leefde in Bastenaken                                                                                      | -                                                                   |
| (14539) Clocke Roeland | Thierry Pauwels                                            | 1997            | Klok uit het Gentse belfort                                                                                                | 1, 2 en 3                                                           |
| (14616) Van Gaal       | LONEOS                                                     | 1998            | Pastoor Hendrik Van Gaal (1916-1998), stichter van Volkssterrenwacht Urania te Hove                                        | 1                                                                   |
| (14832) Alechinsky     | Eric W. Elst                                               | 1987            | Pierre Alechinsky, Belgisch schilder                                                                                       | 1 en 2                                                              |
| (14972) Olihainaut     | OCA-DLR Survey                                             | 1997            | Olivier Hainaut, Belgisch sterrenkundige                                                                                   | 1 en 2                                                              |
| (15329) Sabena         | Eric W. Elst                                               | 1993            | De gewezen nationale luchtvaartmaatschappij                                                                                | 1 en 2                                                              |
| (16908) Groeselenberg  | E. Elst & T. Pauwels                                       | 1998            | Plaatsnaam in Ukkel | 1, 2 en 3                                                           |
| (22275) Barentsen      | E. Bowell                                                  | 1982            | Geert Barentsen, Belgisch sterrenkundige                                                                                   | 1                                                                   |
| (29491) Pfaff          | P. G. Comba                                                | 1997            | Duits Wiskundige Johann Friedrich Pfaff                                                                                    | 1                                                                   |
| (39501) 1981 EV31      | François Dossin                                            | 1981            | | 2                                                                   |
| (40684) Vanhoeck       | T. Pauwels                                                 | 1999            | Belgisch amateursterrenkundige                                                                                             | 1, 2 en 3                                                           |
| (91553) Claudedoom     | T. Pauwels                                                 | 1999            | Docent aan de H.U.Brussel, Belgisch amateursterrenkundige                                                                  | 1, 2 en 3                                                           |
| (108953) Pieraerts     | T. Pauwels                                                 | 2001            | norbertijn en stichter van de Volkssterrenwacht Mira                                                                       | 1, 2 en 3                                                           |
| (121313) Tamsin        | T. Pauwels                                                 | 1999            | Belgisch amateursterrenkundige                                                                                             | 1, 2 en 3                                                           |
| (227641) Nothomb       | Jean-Claude Merlin                                         | 2006            | Amélie Nothomb, Belgische schrijfster                                                                                      | 1                                                                   |